# Gerald Dyker
Gerald Dyker (* 25. Juni 1960 in Dortmund) ist ein deutscher Chemiker. Er lehrt als Professor für Organische und Metallorganische Chemie an der Ruhr-Universität Bochum.

## Ausbildung
Dyker studierte an der Universität Dortmund Chemie, wo er 1988 mit einer Arbeit zum Thema 2,4-Dihydropyrrolo[3,4-b]indole [Dihydropyrrolo-b-indole], 2H-Benzothieno[2,3-c]pyrrole [H-Benzothieno-c-pyrrole] und 2,3-Bismethylen-2,3-dihydrobenzo[b]thiophen [Bismethylen-dihydrobenzo-b-thiophen]: Synthesen, Eigenschaften, Reaktionen promovierte.

## Beruf
Dyker ging als Postdoc an die Stanford University, wo er über die Ruthenium-Katalyse forschte. Zurückgekehrt nach Deutschland arbeitete Dyker als Chemiker bei der Bayer AG und forschte dort auf dem Gebiet der Tierarzneimittel. Dank eines Liebig-Stipendiums konnte sich Dyker 1994 an der Technischen Universität Braunschweig habilitieren mit einer Arbeit zum Thema Neue Palladium-katalysierte Anellierungsreaktionen. Von 1995 bis 1999 war Dyker Professor für Metallorganische Chemie an der Universität Duisburg. Seit 2000 ist er Professor für Organische Chemie an der Ruhr-Universität Bochum. Dyker ist Studiendekan an der Fakultät für Chemie und Biochemie der Ruhr-Universität Bochum.

## Forschungsinteressen
Dyker forscht auf dem Gebiet der Organischen Chemie über die katalytische Aktivität der Übergangsmetalle, über die Synthese komplexer Strukturen, über Liganden und über Komplexbildungsreaktionen von metallischen Nanopartikeln.
Dyker arbeitete an folgenden von der Deutschen Forschungsgemeinschaft geförderten Projekten:
- 1998–2003: Mehrfache Arylierung von anellierten und substituierten Cyclopentadienen[8]
- 2004–2007: Gold-katalysierte Dominoprozesse mit Pyrylium-Kationen als reaktive Zwischenstufen[9]
- 2007–2010: Funktionalisierte Calix[4]arene: Funnelene, koordinationsfähige Cavitäten und Supracyclen[10]

## Gesellschaftliches Engagement
Dyker ist Vorsitzender beim Schachverband Südwestfalen.
Bei der Landtagswahl in Nordrhein-Westfalen 2005 trat Dyker als Direktkandidat der CDU für den Landtagswahlkreis Ennepe-Ruhr-Kreis II an. Er erhielt 33,1 % der Stimmen und unterlag damit dem Direktkandidaten der SPD Thomas Stotko, der 45,6 % erhielt.
2020 gehörte Dyker zu den Erstunterzeichnern des Appells für freie Debattenräume.

### Äußerungen von Dyker zusammen mit 54 Wissenschaftlern zum Thema Corona-Impfung
Ende 2021 verfassten 54 deutsche Wissenschaftler, darunter auch Dyker, eine Erklärung, in der sie sich öffentlich gegen eine allgemeine COVID-19-Impfpflicht aussprachen. Sie begründeten das damit, dass bisher nicht genug Daten dafür vorliegen, dass die Impfung mehr nützt als schadet.
Anfang 2022 schrieb Dyker zusammen mit Jörg Matysik (Professor für Analytische Chemie an der Universität Leipzig), Andreas Schnepf (Professor für Anorganische Chemie an der Eberhard Karls Universität Tübingen), Martin Winkler (Professor Materials and Process Engineering an der Zürcher Hochschule für Angewandte Wissenschaften) einen offenen Brief an Biontech-Gründer Uğur Şahin und an das Paul-Ehrlich-Institut, in dem die Wissenschaftler Fragen zur Qualitätsüberwachung der mRNA-Impfstoffe und zur Untersuchung der benutzten Zutaten ALC-0159 und ALC-0315 und deren Verweildauer im Körper stellten.
Anlass war die Diskussion über die Einführung einer COVID-19-Impfpflicht in Deutschland. Ausgangspunkt war der Beipackzettel des BionTech-Impfstoffs, der von einem weißen bis weiß-grauen Farbton des Impfstoffes sprach, obwohl dessen Bestandteile farblos sind. Außerdem waren die Stoffe ALC-0159 und ALC-0315 als Inhaltsstoffe aufgeführt, die nicht für den Gebrauch in der Humanmedizin zugelassen sind. Diesem Brief folgte ein Briefwechsel.
Im März 2022 folgte eine Erklärung, die die Einführung einer COVID-19-Impfpflicht als verfassungswidrig bezeichnete.

## Veröffentlichungen (Auswahl)

### Fachliche Veröffentlichungen (Auswahl)
- G. Dyker: Silica-Mediated Monohydrolysis of Dicarboxylic Esters. In: European Journal of Organic Chemistry. Band 2021, 2021, S. 6773–6776, doi:10.1002/ejoc.202101443.
- G. Dyker, T. Kerl, P. G. Jones, I. Dix, P. Bubenitschek: ChemInform Abstract: Synthesis and Palladium-Catalyzed Transformation of an Anellated Barrelene. In: ChemInform. Band 28, 2010, doi:10.1002/chin.199736109.
- Transition Metal Catalyzed Synthesis of Seven-Membered Carbocyclic Rings, 2008, Organic Synthesis Highlights III, S. 103–105
- Amino Acid Derivatives by Multicomponent Reactions, 2008, Organic Synthesis Highlights IV, S. 53–57
- Oligophenylcalix{\displaystyle \left[4\right]}arenes as Potential Precursors for Funnelenes and Calix{\displaystyle \left[4\right]}triphenylenes: Syntheses and Preliminary Cyclodehydration Studies zusammen mit Michael Mastalerz, Ulrich Flörke, Gerald Henkel, Iris M. Oppel, Klaus Merz in European Journal of Organic Chemistry, Band 2006, Nr. 21, S. 4951–4962
- Handbook of C-H Transformations: Applications in Organic Synthesis, Wiley-VCH, 2005, ISBN 978-3-527-31074-6
- Intramolecular Heck Reaction: Synthesis of Heterocycles, 2003, Handbook of Organopalladium Chemistry for Organic Synthesis, S. 1255–1282
- Synthesis of Heterocycles, 2003, ChemInform 34
- An Eldorado for Homogeneous Catalysis? In: Organic Synthesis Highlights V, H.-G. Schmalz, T. Wirth (Herausgeber), Wiley-VCH, Weinheim 2003, S. 48–55.
- Ein Eldorado für die homogene Katalyse?, 2000, Angewandte Chemie 112, S. 4407–4409
- Palladium-Catalyzed Arylation of Cyclopentadienes. zusammen mit Jörg Heiermann, Masahiro Miura, Jun-Ichi Inoh, Sommai Pivsa-Art, Tetsuya Satoh, Masakatsu Nomura in: Chemistry – A European Journal. 6, 2000, S. 3426–3433
- Aminosäurederivate durch Multikomponentenreaktionen, 1997, Angewandte Chemie 109, S. 1777–1779
- Praxis der Organischen Chemie: Ein Handbuch zusammen mit J Leonard B Lygo und anderen, Wiley-VCH, 1996, ISBN 978-3-527-29411-4

### Online-Vorlesungen
- ChemieRUB mehr als 200 Vorlesungen zur organischen Chemie aus den Jahren 2012 bis 2022. Die Themenbereiche sind Vorlesung Organische Chemie I und II, Competing Reactions, Catalytic Organometallics, Stoechiometric Organometallics, Designing Organic Syntheses.